# 徐璋本
徐璋本（1911年—1988年）为中华人民共和国成立后从美国回国任教的学者之一。

## 生平
因与钱学森为校友同学，且为不同政见者而知名。后因在1957年『鸣放运动』中公开反对马克思主义、并且在此后有成立『中国劳动党』，效仿美国多党制的言论及动机，因此在1957年年底被打为『现行反革命』，判刑15年。1979年回到北京，1988年去世。